# Sammy Fain
Samuel E. Feinberg (Nova York, 17 de junho de 1902 – Los Angeles, 6 de dezembro de 1989) mais conhecido como Sammy Fain foi um premiado compositor americano.
Em 1923 apareceu com Fain Artie Dunn numa curta-metragem dirigida por Lee De Forest, filmada em DeForest Phonofilm. Em 1925, deixou o Fain Fain-Dunn para dedicar-se à composição.
Fain trabalhou em colaboração com Irving Kahal. Juntos escreveram clássicos como Let uma Be Your Smile Umbrella.
Fain também compós música para mais de 30 filmes na década de 1930, 40 e 50. Foi indicado para a Melhor Canção (original) no Óscar nove vezes, ganhando duas vezes, com "Secret Love" de Calamity Jane em 1954 e com "Love Is a Many-Splendored Thing" do filme do mesmo título em 1955. Ele co-escreveu as duas canções com Paul Francis Webster, outro colaborador de longa data. Fain escreveu o segundo tema da série de TV Wagon Train em 1958, que foi chamado "(Roll Along) Wagon Train". Ele também contribuiu com canções para filmes e desenhos animados como: Alice no País das Maravilhas, Peter Pan e Os salvadores.
Em 1963, colaborou com Harold Adamson em escrever canções para o filme "O Incrível Sr. Lapa", que saiu em 1964, e músicas como "I Wish I Were a Fish", "Cuidado Como você quiser" e "Deep Rapture " reforçaram sua fama.
Fain morreu em Los Angeles, Califórnia e foi enterrado no Cedar Park Cemetery, em Emerson, Nova Jersey.